# 터너 브로드캐스팅 시스템

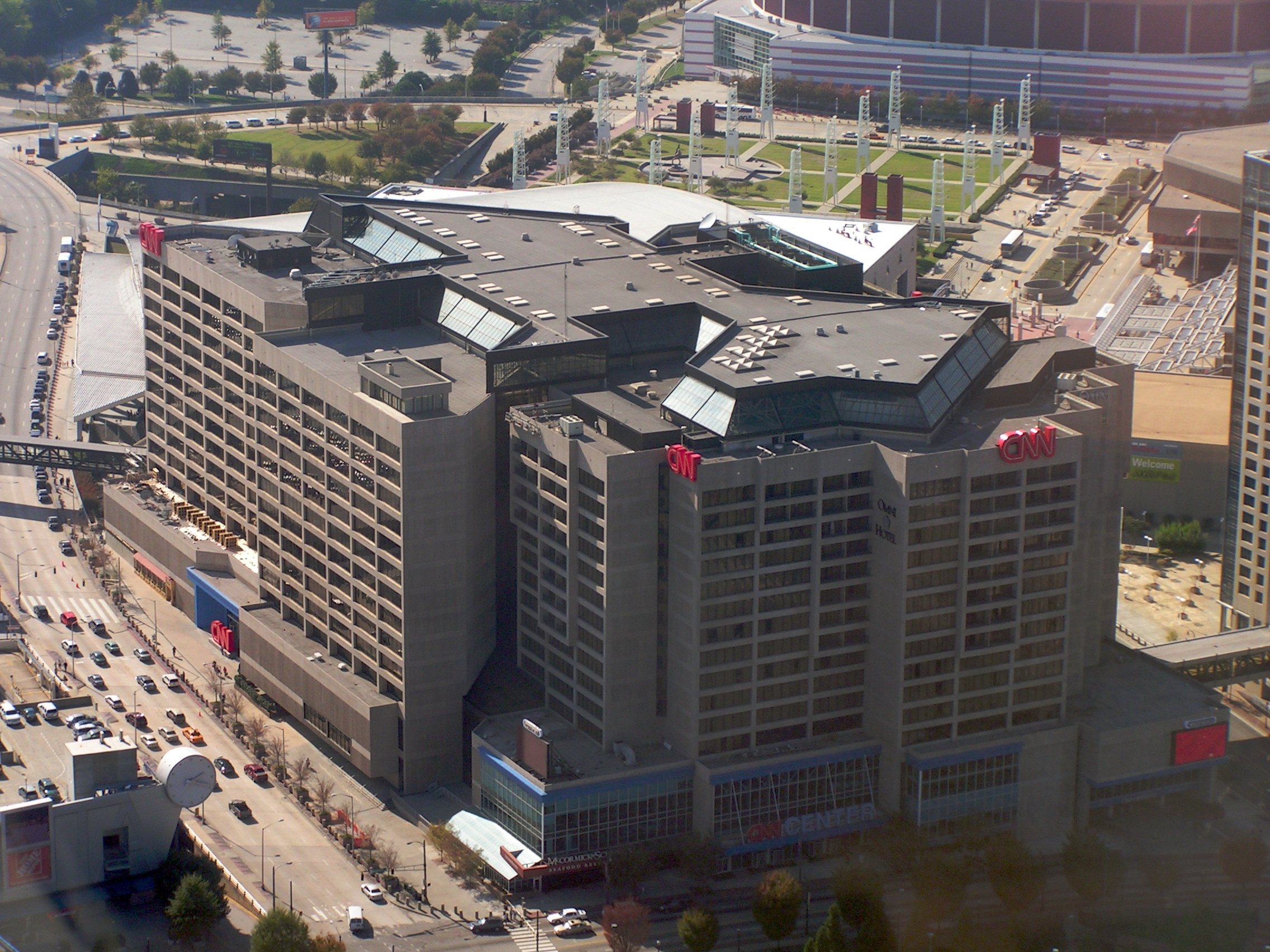
터너의 여러 지점 중 하나.

터너 브로드캐스팅 시스템(Turner Broadcasting System, TBS)은 테드 터너가 설립한 케이블 전용 방송국이다. 현재 워너 브라더스 디스커버리 산하에 있다.